# Finsko na Letních olympijských hrách 1932
Finsko na Letních olympijských hrách 1932 v kalifornském Los Angeles reprezentovalo 40 mužů. Nejmladším účastníkem byl Einari Teräsvirta (17 let, 245 dní), nejstarší pak Ville Kyrönen (41 let, 205 dní). Reprezentanti vybojovali 25 medailí, z toho 5 zlatých, 8 stříbrných a 12 bronzových.

## Medailisté
| Medaile | Jméno                                                                                      | Sport                | Disciplína                  |
| ------- | ------------------------------------------------------------------------------------------ | -------------------- | --------------------------- |
| Zlato   | Lauri Lehtinen                                                                             | Atletika             | Muži běh na 5 000 m         |
| Zlato   | Volmari Iso-Hollo                                                                          | Atletika             | Muži běh na 3000 m překážek |
| Zlato   | Matti Järvinen                                                                             | Atletika             | Muži hod oštěpem            |
| Zlato   | Väinö Kokkinen                                                                             | Zápas                | řecko-římský do 79 kg       |
| Zlato   | Hermanni Pihlajamäki                                                                       | Zápas                | volný styl nad 61 kg        |
| Stříbro | Volmari Iso-Hollo                                                                          | Atletika             | Muži běh na 10 000 m        |
| Stříbro | Ville Pörhölä                                                                              | Atletika             | Muži hod kladivem           |
| Stříbro | Matti Sippala                                                                              | Atletika             | Muži hod oštěpem            |
| Stříbro | Akilles Järvinen                                                                           | Atletika             | Muži desetiboj              |
| Stříbro | Heikki Savolainen                                                                          | Sportovní gymnastika | Hrazda                      |
| Stříbro | Väinö Kajander                                                                             | Zápas                | řecko-římský do 72 kg       |
| Stříbro | Onni Pellinen                                                                              | Zápas                | řecko-římský do 87 kg       |
| Stříbro | Kyösti Luukko                                                                              | Zápas                | volný styl nad 79 kg        |
| Bronz   | Lauri Virtanen                                                                             | Atletika             | Muži běh na 5 000 m         |
| Bronz   | Lasse Virtanen                                                                             | Atletika             | Muži běh na 10 000 m        |
| Bronz   | Armas Toivonen                                                                             | Atletika             | Muži maraton                |
| Bronz   | Eino Penttilä                                                                              | Atletika             | Muži hod oštěpem            |
| Bronz   | Bruno Ahlberg                                                                              | Box                  | muži váha lehká střední     |
| Bronz   | Heikki Savolainen                                                                          | Sportovní gymnastika | Víceboj – jednotlivci       |
| Bronz   | Heikki Savolainen                                                                          | Sportovní gymnastika | Bradla                      |
| Bronz   | Einari Teräsvirta                                                                          | Sportovní gymnastika | Hrazda                      |
| Bronz   | Heikki Savolainen Einari Teräsvirta Mauri Nyberg-Noroma Ilmari Pakarinen Martti Uosikkinen | Sportovní gymnastika | Víceboj – družstva          |
| Bronz   | Lauri Koskela                                                                              | Zápas                | řecko-římský do 61 kg       |
| Bronz   | Aatos Jaskari                                                                              | Zápas                | volný styl nad 56 kg        |
| Bronz   | Eino Leino                                                                                 | Zápas                | volný styl nad 72 kg        |